# Lancaster Trust Company
Lancaster Trust Company je historická stavba banky stojící v Lancasteru, Lancaster County v Pensylvánii. Byla postavena v letech 1911—1912 na Market Street. Budova byla navržena architektem Cassem Emlenem Urbanem v tzv. beaux-arts stylu (typ neoklasicismu). Byla přistavena k přední části stávající pětipodlažní budovy z let 1889—1890. Fasáda je z červených cihel na vápencových základech. Po skončení banky roku 1932 byla budova 50 let nevyužívaná.
Několik let budova hostila Lancaster Quilt and Textile Museum, které uchovává amišské deky pocházející z této oblasti. V roce 2013 se budova stala domovem Trust Performing Arts Center.
V roce 1983 byla zařazena do National Register of Historic Places.